# Liga Antioqueña de Rugby
La Liga Antioqueña de Rugby (LAR) es el ente rector y administrador del rugby en el departamento de Antioquia, Colombia afiliado a la Federación Colombiana de Rugby (FCR).

## Historia
La liga Antioqueña de Rugby comienza en el año de 1993 con Medellín como la sede. 

## Equipos

### Clubes afiliados
- Copacabana Rugby Club
- Espartanos Rugby Club
- Bello Rugby Club
- Gatos Rugby Club
- Petirrojos Rugby Club
- Fénix Rugby Club
- Duendes Rugby Club
- Athalantas Hachas Rugby Club

### Clubes no afiliados
- Itagüí Rugby Club
- Envigado Rugby Club

### Equipos invitados
- Universidad de Antioquia
- Universidad EAFIT
- Universidad de Medellín

## Torneos organizados por la Liga
- Copa Telemedellín de Rugby[2]

- Torneo Finalización, Modalidad de 15´s